# Centro studi libertari Archivio Giuseppe Pinelli
Il Centro studi libertari / Archivio Giuseppe Pinelli (CSL Pinelli) opera a Milano dal 1976 con un duplice scopo: creare un archivio documentale sulla storia dell'Anarchismo e favorire il ripensamento del pensiero anarchico.

## Storia
Il progetto di costituire a Milano un Centro studi libertari intitolato a Giuseppe Pinelli matura nell'ambito dei Gruppi anarchici federati nell'estate autunno 1976 e trova la sua formalizzazione nel settembre dello stesso anno. dopo dieci anni il Centro si scinde in due sezioni, centro studi e Archivio che continueranno ad operare in sinergia.

## Archivio
I principali fondi archivistici conservati sono: C.S.L., Gruppi anarchici federati (GAF), "L’Internazionale" - Luciano Farinelli, archivio iconografico-fotografico, archivio registrazioni,Comitato Spagna Libertaria. Fondi di singoli militanti come Vincenzina Vanzetti, Vincenzo Toccafondo, Pio Turroni, Max Sartin, Clelia Fedeli, Giuseppe Mascii/E. Armand/Tito Eschini, Louis Mercier Vega, Agostino Raimo, Otello Menchi, Michele Corsentino, Luciano Lanza, Eliane Vincileoni. Ricca la documentazione relativa a Giuseppe Pinelli e alla Strage di piazza Fontana.

## Biblioteca
La biblioteca raccoglie circa 8000 volumi, 1000 testate (tra microfilm e originali) e circa 500 elementi audio video.

## Pubblicazioni e attività
Il CSL pubblica un bollettino periodico di informazione ed è l'ispiratore del progetto on-line Giuseppe Pinelli: una storia soltanto nostra, una storia di tutti.
Tra i numerosi momenti di studio di maggior rilievo organizzati dal CSL vanno ricordati i quattro convegni svoltisi a Venezia: Convegno di studi bakuniniani (1976), sui nuovi padroni (1978), sull'Autogestione (1979), Tendenze autoritarie e tensioni libertarie nelle società contemporanee (1984), la giornata di studi Le Brigate Bruzzi Malatesta e il contributo degli anarchici e dei libertari alla Resistenza (Milano, 1995) organizzata in collaborazione con la Fondazione Anna Kuliscioff e il convegno  Life, Freedom & Ethics - Kropotkin Now  (Montreal, 2021) organizzato in collaborazione con Black Rose Books, il dipartimento di Geografia della Concordia University e Planners Network.